# 모토하시 유카
모토하시 유카(1978년 2월 23일 ~ 2024년 5월 31일)는 일본의 배우였다. 격주전대 카레인저에서 시노하라 나츠미 / 옐로 레이서 역으로 출연했다.

## 사망
2024년 5월 31일 밤, 8시 43분 암 투병  도중 사망했다. 향년 46세.

## 출연작
- 격주전대 카레인저 - 시노하라 나츠미 / 옐로 레이서
- 격주전대 카레인저 vs. 오레인저 - 시노하라 나츠미 / 옐로 레이서
- 전자전대 메가레인저 vs. 카레인저 - 시노하라 나츠미 / 옐로 레이서
- 아바타로전대 돈브라더즈 - 소노나